# Chaetopsis fulvifrons
Chaetopsis fulvifrons is een vliegensoort uit de familie van de prachtvliegen (Ulidiidae). De wetenschappelijke naam van de soort is voor het eerst geldig gepubliceerd in 1855 door Macquart.